# Baumhaueria
Baumhaueria – rodzaj muchówek z rodziny rączycowatych (Tachinidae).

## Wybrane gatunki
- B. goniaeformis (Meigen, 1824)[1]
- B. microps Mesnil, 1963
- B. tibialis Villeneuve, 1910